# Slaget vid Ebeltoftviken
Slaget vid Ebeltoftviken ägde rum den 23 juli 1659 vid Ebeltoftviken utanför Jylland. Slaget var en del av Karl X Gustavs andra danska krig. De dansk/holländska skeppen skulle eskortera trupptransporter till det då svenskkontrollerade Fyn. De dansk/holländska skeppen blev helt överraskade när svenskarna anföll, och efter striden hade ett holländskt skepp exploderat och alla andra 4 skeppen blivit tagna av svenskarna som gick segrande ur slaget.